# مارتن جي. بارنز
مارتن جي. بارنز (بالإنجليزية: Martin G. Barnes)‏ هو سياسي أمريكي، ولد في 15 مارس 1948، وتوفي في 28 ديسمبر 2012. حزبياً، نشط في الحزب الجمهوري.